# Protomelas krampus
Protomelas krampus — вид окунеподібних риб родини цихлових (Cichlidae). Описаний у 2020 році.

## Назва
За звичку поїдати мальок інших риб (педофагію) вид назвали на честь Крампуса — духа у міфології деяких центральноєвропейських країн, який напередодні Різдва збирає в мішок неслухняних дітей і потім або їсть їх, або викидає в море.

## Поширення
Ендемік озера Ньяса. Поширений в Східній частині озера біля узбережжя Танзанії та Малаві. Виявлений в затоках Лукома і Мбамба, біля мису Мара, навколо островів Чізумулу та Лікома. Трапляється на глибині до 30 м.